# 空に抱かれながら
「空に抱かれながら」（そらにだかれながら）は、1986年9月21日にリリースされた原田知世10枚目のシングル。CBS・ソニー/KADOKAWA RECORDSよりリリースされた。

## 概要
表題曲は前シングル「雨のプラネタリウム」と同様に、作詞:秋元康、作・編曲:後藤次利による楽曲で、アルバム『Soshite』からの先行シングル。トヨタ「NEWカローラII GPターボ」のCMイメージ・ソングとして使用された。
初回プレス盤は、レコード盤がクリア（透明）レコード仕様となっている。

## チャート成績
オリコンチャート最高順位は週間11位。チャートの登場週数は11週で、累計5.4万枚のセールスを記録した。

## 収録曲
| #         | タイトル             | 作詞       | 作曲      | 編曲      | 時間 |
| --------- | -------------------- | ---------- | --------- | --------- | ---- |
| 1.        | 「空に抱かれながら」 | 秋元康     | 後藤次利  | 後藤次利  | 4:07 |
| 2.        | 「麝香猫のサンバ」   | 湯川れい子 | 松尾清憲  | 後藤次利  | 3:56 |
| 合計時間: | 合計時間:            | 合計時間:  | 合計時間: | 合計時間: | 8:03 |

## 収録アルバム

### 空に抱かれながら
- アルバム『Soshite』- (1986年11月28日・CBS/SONY)
- ベスト・アルバム『シングル・コレクション '82〜'88』- (1988年9月1日・Sony Music Entertainment)
- ベスト・アルバム『GOLDEN J-POP/THE BEST 原田知世』- (1998年8月21日・Sony Music Entertainment)[5]
- ベスト・アルバム『2000 BEST 原田知世』- (2000年7月19日・Sony Music Entertainment)[6]
- CD-BOX『TOMOYO 80's Complete Box』(通販限定商品) - (2011年6月29日・Sony Music Entertainment)[7]

### 麝香猫のサンバ
- ベスト・アルバム『GOLDEN J-POP/THE BEST 原田知世』- (1998年8月21日・Sony Music Entertainment)
- CD-BOX『TOMOYO 80's Complete Box』(通販限定商品) - (2011年6月29日・Sony Music Entertainment)

## 参考資料
アイドル・ポップ・データベース